# 河岸 (名古屋市)
河岸（かわぎし）は、愛知県名古屋市瑞穂区の町名。現行行政地名は河岸一丁目と河岸町3丁目及び河岸町4丁目。住居表示は、河岸が実施済み、河岸町が未実施。

## 地理
名古屋市瑞穂区の南西部に位置し、河岸町の東は土市町、河岸の西は塩入町、北は苗代町・妙音通、河岸の南は神穂町・荒崎町、河岸町の南は南区呼続と接する。

### 河川
- 山崎川

## 歴史

### 町名の由来
かつて当地付近を川岸端（かしばた）と呼んでいたことによるとされる。水害に困った住民が川幅を広くすることを願って「川」を「河」に変えたとも言われている。

### 沿革

#### 河岸町
- 1945年（昭和20年）9月26日 - 瑞穂区瑞穂町の一部より、同区河岸町が成立[1]。
- 1960年（昭和35年）6月15日 - 瑞穂町の一部を編入[1]。
- 1990年（平成2年）11月5日 - 一部が河岸一丁目・神穂町となり、一部を荒崎町へ編入[1]。

#### 河岸
- 1990年（平成2年）11月5日 - 河岸町・妙音通・塩入町の各一部より、河岸一丁目が成立[1]。

## 世帯数と人口
2019年（平成31年）3月1日現在の世帯数と人口は以下の通りである。
| 町丁・丁目 | 世帯数  | 人口    |
| ---------- | ------- | ------- |
| 河岸町     | 353世帯 | 754人   |
| 河岸一丁目 | 237世帯 | 426人   |
| 計         | 590世帯 | 1,180人 |

## 学区
市立小・中学校に通う場合、学校等は以下の通りとなる。また、公立高等学校に通う場合の学区は以下の通りとなる。
| 町丁・丁目 | 番・番地等 | 小学校                 | 中学校                 | 高等学校 |
| ---------- | ---------- | ---------------------- | ---------------------- | -------- |
| 河岸町     | 全域       | 名古屋市立井戸田小学校 | 名古屋市立津賀田中学校 | 尾張学区 |
| 河岸一丁目 | 全域       | 名古屋市立穂波小学校   | 名古屋市立田光中学校   | 尾張学区 |

## 交通
- 国道1号
- 愛知県道221号岩崎名古屋線（妙音通）
- 愛知県道222号緑瑞穂線（旧東海道）

## 施設
- ブラザー工業瑞穂工場
- 名古屋市立穂波小学校
- 名古屋市交通局堀田変電所

## その他

### 日本郵便
- 集配担当する郵便局は以下の通りである[11]。

| 町丁   | 郵便番号 | 郵便局     |
| ------ | -------- | ---------- |
| 河岸   | 467-0845 | 瑞穂郵便局 |
| 河岸町 | 467-0844 | 瑞穂郵便局 |